# Ormosia grandiflora
Ormosia grandiflora là một loài thực vật có hoa trong họ Đậu. Loài này được (Tul.) Rudd miêu tả khoa học đầu tiên.